# Amazon Women in the Mood
Amazon Women in the Mood (рус.  «Амазонки в Настроении») — первый эпизод третьего сезона мультсериала «Футурама». Североамериканская премьера этого эпизода состоялась 4 февраля 2001 года.

## Сюжет
Эми дала свой номер телефона Кифу (эпизод «A Flight To Remember»), и теперь он постоянно звонит ей и бросает трубку, не вымолвив ни слова. Зепп Бранниган предлагает Лиле двойное свидание, и Эми уговаривает её согласиться, чтобы увидеться с Кифом. Киф просит помощи у Зеппа в общении с женщинами, и тот дает ему книгу «лучших фраз для съёма». Однако фразы типа «Я считаю сиськи самой эротичной частью женского тела» вызывают гнев у Эми и Лилы. Зепп сообщает Кифу, что есть лишь один верный путь к сердцу женщины и другим частям её тела — «караоке». Киф начинает исполнять песню Бонни Тайлер «Total Eclipse of the Heart», что вызывает самые приятные чувства у Эми. Но Зепп быстро прогоняет Кифа, чтобы спеть изменённую версию песни группы The Kinks «Lola» (в версии Зеппа — Лила). Пение Браннигана вызывает панику на космической станции, и посетители в спешном порядке покидают её. Зепп берет управление станцией в свои руки и — «гравитация, опять ты одержала верх» — станция падает на поверхность планеты Амазония. Зепп, Киф, Эми и Лила попадают в плен к аборигенам — женщинам гигантского роста.
Фрай и Бендер узнают о крушении космической станции и решают спасти друзей, но лишь сами попадают в плен. Женщины Амазонии отводят мужчин к своей предводительнице Компью́тере (англ. Femputer — «женопьютер») — компьютеру размером со стену и внешне напоминающему ЭНИАК. «Великая компьютера» приговаривает Фрая, Зеппа и Кифа к смерти через «сну-сну», что вызывает смешанные чувства у пленников.
Для приведения приговора в действие Фрая, Зеппа и Кифа раздевают и каждого уводят в отдельную комнату для «сну-сну». Киф признается Эми в любви и это заставляет её и Лилу задуматься о спасении мужчин. Они отправляют Бендера к «Великой компьютере», чтобы он перепрограммировал её. Пытаясь перенастроить «Великую компьютеру», Бендер узнаёт, что на самом деле она управляется женороботом (англ. fembot) изнутри. В это время Зепп, Фрай и Киф уже сильно устали выполнять свой приговор. Тогда Лила начинает атаковать амазонок, но они этого не замечают. Но одна заметила и села на Лилу.
Зепп Бранниган: Дух жаждет, но плоть увяла и требует покоя
Эми крадёт Кифа и, убегая, попадает в храм Великой компьютеры. Великая компьютера гонит их прочь, а после требует голосом Бендера освободить всех мужчин и принести много золота. Позже в офисе Межпланетного экспресса Бендер, наполненный слитками золота, утверждает, что это была самая успешная миссия. В этом с ним согласны Зепп и Фрай с загипсованными паховыми областями (мужчины из планеты Амазонии погибли из-за перелома таза).

## Персонажи
Список новых или периодически появляющихся персонажей сериала
- Великая компьютера
- Киф Крокер
- Тог
- Морбо
- Зубастик
- Зепп Бранниган

## Изобретения будущего
- Голографический проектор каталога панцирей — помогает любому, кто носит панцирь, найти замену повреждённому панцирю или панцирю с истёкшим сроком годности.
- Бесконтактная губная помада.

## Интересные факты
- В эпизоде показан популярный в научной фантастике сюжет исчезновения всех мужчин в мире. Другая популярная фантастическая тема, которая обыгрывается в серии, — общество, управляемое компьютером.